# Merve Nur Bengi
Merve Nur Bengi (* 20. Juni 1993 in Melbourne) ist eine türkische Schauspielerin.

## Biografie
Merve Nur Bengi wurde am 20. Juni 1993 in Melbourne geboren. Sie studierte an der Universität des 9. September. Ihr Debüt gab sie 2014 in dem Film Unutursam Fısılda. Anschließend trat sie 2019 in 4N1K auf.
Außerdem war sie 2021 in dem Film Der letzte Sommer zu sehen. Im selben Jahr wurde sie für die Fernsehserie Ögrenci Evi gecastet. 2022 bekam Bengi eine Rolle in Ah Nerede. Unter anderem spielte sie 2023 in der Serie Ben Bu Boşluğu Nasıl die Hauptrolle.

## Filmografie
Filme
- 2014: Unutursam Fısılda
- 2021: Der letzte Sommer

Serien
- 2019: 4N1K
- 2021: Ögrenci Evi
- 2021: Bir Ada Masalı
- 2022: Ah Nerede
- 2023: Ben Bu Boşluğu Nasıl
- 2023: Yüz Yıllık Mucize